# 倩女幽魂II：人間道
《倩女幽魂2之人間道》是1990年上映的一部香港電影，由程小東執導，為徐克所監製之「倩女幽魂系列」電影的第二部。演員除了王祖賢、張國榮、午馬、劉兆銘外，加入了張學友、李嘉欣、李子雄、劉洵。劇情緊接前作《倩女幽魂》結尾燕赤霞及寧采臣二人合力將黑山老妖消滅並安葬小倩的骨灰後的故事，其後的發展已經離開聊齋原著。本片入圍第27屆金馬獎及第10屆香港電影金像獎共四項提名。

## 劇情
寧采臣（張國榮 飾）與好友燕赤霞（午馬 飾）分手後重回已經半荒廢的家鄉，其後甚至無辜被當成通緝犯被抓入獄。幸在獄中得諸葛臥龍（谷峰 飾）相助逃獄。逃狱后与年青道士知秋（張學友 飾）缠上，从误会以至相交，一起投宿于一荒废山庄。在此結識了一群忠義之士，他們在傅青风（王祖賢 飾）及其妹妹傅月池（李嘉欣 飾）的带领下，埋伏山庄，拯救被陷害入狱，正被押上京受审的父亲－兵都尚书傅天仇。眾人誤以為寧采臣是諸葛臥龍前輩而對其尊敬有加。寧采臣覺得傅青风似舊愛聶小倩，其以为小倩投胎，遂将错就错，留下以便试探真假，与壮士商讨营救傅天仇之计划。忠义之士左千戶（李子雄 飾）一路追捕傅天仇，发现真相后转而帮傅天仇向國師普渡慈航阐明真相。普渡慈航实际乃法力高强的蜈蚣精化身，傅天仇、知秋一葉、傅月池均被抓。寧采臣與傅清風逃脱，到蘭若寺找燕赤霞對抗普渡慈航。左千戶也發現國師是蜈蚣精，救出傅天仇、知秋一葉、傅月池。眾人合力對抗普渡慈航，仍不敌其高深法力，左千戶战死。此时燕赤霞赶到，和知秋一葉合力擊敗普渡慈航，但知秋一葉元神出竅卻無法返回軀體。傅天仇重回朝廷，除妖有功，加官进爵。青风抛弃荣华，与宁采臣一起浪迹天涯。

## 人物角色
| 演員   | 角色     | 粵語配音 | 關係                                                     |
| 王祖賢 | 傅青風   | 何錦華   | 傅天仇之長女，貌似聶小倩                                 |
| 王祖賢 | 聂小倩   | 何錦華   | 倩女幽魂登場角色，於電影起始時以倩女幽魂的剪輯片段出現。 |
| 张国荣 | 寧采臣   | 黃志成   | 被誤會為諸葛臥龍                                         |
| 午馬   | 燕赤霞   | 金 貴    | 道士                                                     |
| 李嘉欣 | 傅月池   | 曾秀清   | 傅天仇之次女                                             |
| 張學友 | 知秋一葉 | 張錦程   | 崑崙後學術士 （友情演出）                                |
| 李子雄 | 左千戶   | 朱子聰   |                                                          |
| 劉兆銘 | 傅天仇   | 林 聰    | 前任禮部尚書                                             |
| 劉 洵  | 普渡慈航 | 陶碧儀   | 蜈蚣精化身                                               |
| 谷 峰  | 諸葛臥龍 | 林 聰    | 通天博學士                                               |

## 電影歌曲
| 曲別   | 歌名                       | 演唱者   | 作曲           | 作詞 | 編曲   |
| 主題曲 | 〈人間道〉（粵語、國語）   | 張學友   | 黃霑           | 黃霑 | 戴樂民 |
| 插曲   | 〈捉一個溫馨夜晚〉（粵語） | 曾慶瑜   | 黃霑           | 黃霑 | 戴樂民 |
| 插曲   | 〈抓一個溫馨晚上〉（國語） | 曾慶瑜   | 黃霑           | 黃霑 | 戴樂民 |
| 插曲   | 〈十里平湖霜滿天〉         | 女聲合唱 | 裘其前（徐克） | 黃霑 | 戴樂民 |
| 插曲   | 〈道〉                     | 林利     | 黃霑           | 黃霑 | 戴樂民 |

## 獎項
| 年份 | 頒獎典禮                               | 獎項         | 名字                     | 結果 |
| ---- | -------------------------------------- | ------------ | ------------------------ | ---- |
| 1990 | 第27屆金馬獎                           | 最佳錄音     | 富靈電影後期製作有限公司 | 提名 |
| 1991 | 第10屆香港電影金像獎                   | 最佳男配角   | 張學友                   | 提名 |
| 1991 | 第10屆香港電影金像獎                   | 最佳剪接     | 麥子善                   | 提名 |
| 1991 | 第10屆香港電影金像獎                   | 最佳動作指導 | 程小東、劉志豪、胡智龍   | 提名 |
| 1992 | 葡萄牙波爾圖國際奇幻電影節 Fantasporto | 最佳電影     | 程小東                   | 提名 |
| 1992 | 葡萄牙波爾圖國際奇幻電影節 Fantasporto | 最佳特效     |                          | 獲獎 |

## 其他
- 本片已經脫離原「倩女幽魂」的範圍，僅寧采臣、燕赤霞有重複出現。
- 傅月池本來由香港女歌手陳慧嫻飾演，但陳最後在開鏡前因事退出，改由李嘉欣接演。

## 政治隱喻
在拍攝此片的同時，正逢天安門事件爆發，徐克當時表示願意將題材納入影片中。本片中有多处隱喻，例如妖魔殺人時所用的《國際歌》首句旋律被視為對中共明顯的影射。中央領導人、學運學生和香港人也能和电影里的许多角色對號入座，例如片中提及杨大人、江大人、李大人。假佛蜈蚣精的登場配樂《奪命梵音》把「本來莊嚴虔敬的佛經唱誦，一下子變成妖氣衝天的妖樂」，也被視為一種諷刺方式。2019年4月，因歌詞暗喻，由張學友演唱的電影主題曲《人間道》在中國境內主流音樂網站遭到全面下架。

## 外部連結
- 香港影庫上《倩女幽魂II：人間道》的資料（繁體中文）
- 開眼電影網上《倩女幽魂II：人間道》的資料（繁體中文）
- 豆瓣电影上《倩女幽魂II：人間道》的資料 （简体中文）
- 时光网上《倩女幽魂II：人間道》的資料（简体中文）
- AllMovie上《倩女幽魂II：人間道》的资料（英文）
- 爛番茄上《倩女幽魂II：人間道》的資料（英文）
- 互联网电影数据库（IMDb）上《倩女幽魂II：人間道》的资料（英文）